# Филмографија Дензела Вошингтона
Дензел Вошингтон је амерички глумац познат по улогама у позоришту и на филму. Вошингтон је дебитовао у играном филму Carbon Copy (1981). Он се 1982. први пут појавио у драми St. Elsewhere као др Филип Чендлер. Улога је била прекретница у његовој каријери. Глумио је као редов прве класе Мелвин Петерсон у драми A Soldier's Story (1984). Филм је био адаптација представе приказане на Бродвеју, A Soldier's Play (1981–1983), у којој је Вашингтон раније тумачио исти лик.
До данас је стекао признање као један од највећих глумаца 21. века. Освојио је два Оскара, прво за најбољу споредну мушку улогу. Тумачио је лик бившег роба који је потом постао војник током Америчког грађанског рата, у филму Glory (1989) и другу за Оскара за најбољег глумца за улогу корумпирани полицајац у криминалистичком трилеру Training Day (2001). На основу своје победе, постао је први афроамерички глумац који је освојио два Оскара, и први Афроамериканац од времана Сиднеја Поатјеа 1964. који је освојио награду за главног глумца. Његове друге улоге за које је номинов за Оскара биле су у филмовима Cry Freedom (1987), Мalcom X (1992), Ураган (1999), Flight (2012), Fences (2016), Roman J. Israel, Esq. (2017) и The Tragedy of Macbeth (2021).
Вашингтон се такође етаблирао као водећи глумац у Холивуду у филмовима као што су: The Mighty Quinn (1989), Mo' Better Blues Спајка Лија (1990), романтична драма Mississippi Masala (1991), филм Кенета Брана Much Ado About Nothing (1993), трилер The Pelican Brief (1993), драма о сиди Philadelphiа (1993), акциони трилер Crimson Tide (1995), ратна драма Courage Under Fire (1996), спортска драма Remember the Titans (2000), акциони трилер Man on Fire (2004), политички трилер Манџурски кандидат (2004), крими трилери Inside Man (2006) и American Gangster (2007). Глумио је у акционом трилеру The Equalizer (2014–2023) и режирао је филмове: Antwone Fisher (2002), The Great Debaters (2007) и Fences (2016).
Такође се афирмисао као позоришни глумац. Глумио је у продукцијама Јавног позоришта: у трагедијама Вилијама Шекспира Coriolanus (1979) и Richard III (1990). На Бродвеју је дебитовао у представи Checkmates (1988). Освојио је награду Тони за најбољег глумца у представи за улогу Троја Максона у представи Августа Вилсона Fences (2010). Његове друге улоге на Бродвеју су: Julius Caesar (2005), A Raisin in the Sun (2014) и The Iceman Cometh Јуџина О'Нила (2018), од којих му је каснија донела још једну номинацију за награду Тони. Требало би да се врати на Бродвеј у новом игрању Шекпировог Отела 2025. у главној улози.

## Филм
| Година | Наслов                   | Улога                               | Напомене                      | Реф.          |
| ------ | ------------------------ | ----------------------------------- | ----------------------------- | ------------- |
| 1981.  | Carbon Copy              | Роџер Б. Портер                     |                               | [ 21 ]        |
| 1984.  | A Soldier's Story        | Пуковник прве класе Мелвин Питерсон |                               | [ 22 ]        |
| 1986.  | Power                    | Арнолд Билингс                      |                               | [ 23 ]        |
| 1987.  | Cry Freedom              | Стив Бико                           |                               | [ 24 ]        |
| 1988.  | For Queen and Country    | Рубен Џејмс                         |                               | [ 25 ]        |
| 1989.  | The Mighty Quinn         | Хавијер Квин                        |                               | [ 26 ]        |
| 1989.  | Glory                    | Силас Трип                          |                               | [ 23 ]        |
| 1990.  | Heart Condition          | Наполеон Стоун                      |                               | [ 27 ]        |
| 1990.  | Mo' Better Blues         | Блик Гилијам                        |                               | [ 28 ]        |
| 1991.  | Mississippi Masala       | Деметријус Вилијам                  |                               | [ 29 ]        |
| 1991.  | Ricochet                 | Ник Стајлс                          |                               | [ 30 ]        |
| 1992.  | Malcolm X                | Малком Х                            |                               | [ 23 ]        |
| 1993.  | Much Ado About Nothing   | Дон Педро Арагорнски                |                               | [ 31 ]        |
| 1993.  | The Pelican Brief        | Греј Грантам                        |                               | [ 32 ]        |
| 1993.  | Philadelphia             | Џо Милер                            |                               | [ 33 ]        |
| 1995.  | Crimson Tide             | Капетан корвете Рон Хантер          |                               | [ 34 ]        |
| 1995.  | Virtuosity               | Поручник Паркер Барнс               |                               | [ 23 ]        |
| 1995.  | Devil in a Blue Dress    | Изи Ролинс                          |                               | [ 23 ]        |
| 1996.  | Courage Under Fire       | Поднаредник Натанијел Серлинг       |                               | [ 23 ]        |
| 1996.  | The Preacher's Wife      | Дадли                               |                               | [ 35 ]        |
| 1998.  | Fallen                   | Детектив Џон Хобс                   |                               | [ 36 ]        |
| 1998.  | He Got Game              | Џејк Шатлсворт                      |                               | [ 23 ]        |
| 1998.  | The Siege                | Ентони Хабард                       |                               | [ 23 ]        |
| 1999.  | The Bone Collector       | Линколн Рајм                        |                               | [ 23 ]        |
| 1999.  | The Hurricane            | Рубин Картер                        |                               | [ 14 ]        |
| 2000.  | Remember the Titans      | Херман Бун                          |                               | [ 37 ]        |
| 2001.  | Training Day             | Aлонзо Харис                        |                               | [ 23 ]        |
| 2002.  | John Q.                  | Џон Квинси Арчибалд                 |                               | [ 38 ]        |
| 2002.  | Antwone Fisher           | Др Џером Давенпорт                  | Такође редитељ и продуцент    | [ 39 ]        |
| 2003.  | Out of Time              | Матијас Ли Витлок                   |                               | [ 40 ]        |
| 2004.  | Man on Fire              | Џон В. Кризи                        |                               | [ 41 ]        |
| 2004.  | The Manchurian Candidate | Бен Марко                           |                               | [ 42 ]        |
| 2006.  | Inside Man               | Кит Фрејжер                         |                               | [ 43 ]        |
| 2006.  | Déjà Vu                  | Даг Карлин                          |                               | [ 44 ]        |
| 2007.  | American Gangster        | Френк Лукас                         |                               | [ 23 ]        |
| 2007.  | The Great Debaters       | Мелвин Б. Толсон                    | Такође редитељ                | [ 23 ]        |
| 2009.  | The Taking of Pelham 123 | Волтер Гарбер                       |                               | [ 23 ]        |
| 2010.  | The Book of Eli          | Илај                                | Такође продуцент              | [ 45 ]        |
| 2010.  | Unstoppable              | Френк Барнс                         |                               | [ 46 ]        |
| 2012.  | Safe House               | Тобин Фрост                         |                               | [ 47 ]        |
| 2012.  | Flight                   | Вилијам Вип Витакер Старији         |                               | [ 48 ]        |
| 2013.  | 2 Guns                   | Роберт Боби Тренч                   |                               | [ 23 ]        |
| 2014.  | The Equalizer            | Роберт Макол                        | Такође продуцент              | [ 49 ]        |
| 2016.  | The Magnificent Seven    | Сем Чизом                           |                               | [ 50 ]        |
| 2016.  | Fences                   | Трој Максон                         | Такође редитељ и продуцент    | [ 51 ]        |
| 2017.  | Roman J. Israel, Esq.    | Роман Ј. Израел                     | Такође продуцент              | [ 52 ] [ 53 ] |
| 2018.  | The Equalizer 2          | Роберт Макол                        | Такође продуцент              | [ 54 ]        |
| 2020.  | Ma Rainey's Black Bottom | Н/Д                                 | Продуцент, без глумачке улоге | [ 55 ]        |
| 2021.  | The Little Things        | Заменик шерифа Џо Дики Дикон        |                               | [ 56 ]        |
| 2021.  | The Tragedy of Macbeth   | Лорд Бакмет                         |                               | [ 57 ]        |
| 2021.  | A Journal for Jordan     | Н/Д                                 | Искључиво редитељ и продуцент | [ 58 ]        |
| 2023.  | The Equalizer 3          | Роберт Макол                        | Такође продуцент              | [ 59 ]        |
| 2024.  | The Piano Lesson         | Н/Д                                 | Само продуцент                | [ 60 ]        |
| 2024.  | Gladiator II             | Mакрин                              |                               | [ 61 ]        |
| TBA    | Highest 2 Lowest         |                                     | У фази пост-продукције        | [ 62 ]        |

## Телевизија
| Година      | Наслов                                             | Улога                                       | Напомене                                        | Реф.          |
| ----------- | -------------------------------------------------- | ------------------------------------------- | ----------------------------------------------- | ------------- |
| 1977.       | Wilma: The Wilma Rudolph Story                     | Роберт Елдрич, 18 година                    | ТВ филм                                         | [ 63 ] [ 64 ] |
| 1979.       | Flesh & Blood                                      | Крик                                        | ТВ филм                                         | [ 65 ] [ 66 ] |
| 1982–1988   | St. Elsewhere                                      | др Филип Чандлер                            | 118 епизода                                     | [ 67 ]        |
| 1984.       | License to Kill                                    | Мартин Сојер                                | ТВ филм                                         | [ 68 ]        |
| 1986.       | The George McKenna Story                           | Џорџ Макена                                 | Познат и као Hard Lessons; ТВ филм              | [ 69 ]        |
| 1992.       | Great Performances                                 | Наратор                                     | Епизода: Jammin': Jelly Roll Morton on Broadway | [ 70 ]        |
| 1992.       | Liberators: Fighting on Two Fronts in World War II | Наратор                                     | Документарни филм                               | [ 71 ]        |
| 1995, 1997. | Happily Ever After: Fairy Tales for Every Child    | Краљ Омар / Хампти Дампти / Покварени човек | Гласовна улога, 2 епизоде                       | [ 72 ] [ 73 ] |
| 2013.       | The March                                          | Наратор                                     | Документарни филм                               | [ 74 ]        |
| 2016.       | Grey's Anatomy                                     | —                                           | Редитељ епизоде: The Sound of Silence           | [ 75 ]        |

## Позориште
| Година    | Наслов                               | Улога                            | Позориште                  | Напомене                            | Реф.   |
| --------- | ------------------------------------ | -------------------------------- | -------------------------- | ----------------------------------- | ------ |
| 1979.     | Coriolanus                           | Аедлис, римски грађанин, војник  | Joseph Papp Public Theater | 22. Јун − 22. Јул                   | [ 76 ] |
| 1981.     | When the Chickens Came Home to Roost | Mалком Икс                       | New Federal Theatre        |                                     | [ 77 ] |
| 1981–1983 | A Soldier's Play                     | Редов прве класе Мелвин Питерсон | Theatre Four               | 20. Новембар 1981 − 2. Јануар 1983. | [ 78 ] |
| 1988.     | Checkmates                           | Силвестер Вилијамс               | 46th Street Theatre        | 4. Август − 31. Децембар            | [ 79 ] |
| 1990.     | The Tragedy of Richard III           | Ричард III Јорк                  | Joseph Papp Public Theater | 3. Август − 2. Септембар            | [ 80 ] |
| 2005.     | Julius Caesar                        | Маркус Брутус                    | Belasco Theatre            | 3. Арпил − 12. Јун                  | [ 81 ] |
| 2010.     | Fences                               | Трој Мекстон                     | Cort Theatre               | 26. Април − 11. Јул                 | [ 82 ] |
| 2014.     | A Raisin in the Sun                  | Волтер Ли Млађи                  | Ethel Barrymore Theatre    | 3. Април − 15. Јун                  | [ 83 ] |
| 2018.     | The Iceman Cometh                    | Теодор Хики Хикман               | Bernard B. Jacobs Theatre  | 26. Април − 1. Јул                  | [ 84 ] |
| 2025.     | Othello                              | Отело                            | Ethel Barrymore Theatre    | 24. Фебруар − 6. Јун                | [ 85 ] |